# Buchauer Bach (Großer Billbach)
Der Buchauer Bach (auch Großer Billbach) ist ein rechter Zufluss des Weißenbaches in den Marktgemeinden Admont und St. Gallen, Bezirk Liezen, Steiermark, Österreich mit einer Breite von unter 5 Metern und einer Länge von etwa 16,433 Kilometern.

## Verlauf
Der Buchauer Bach entspringt am Buchauer Sattel auf 880 m ü. A. und durchfließt bereits nach wenigen Metern einen kleinen, unbenannten Teich beim Gehöft Tonner. Dann fließt er in nordöstlicher Richtung entlang der Straße B117 durch das weite Hochtal der Buchau und bekommt ab der Grenze zwischen Admont und St. Gallen durch den Zusammenfluss mit dem Großen Billbach auch dessen Namen als Alternativnamen. In St. Gallen bildet sich nun eine Schlucht mit einem kleinen Wanderweg, in dem der Bach nur noch unter der Nusserbücke und anderen kleineren Brücken hindurch fließt, bis er in Weißenbach an der Enns auf 420 m ü. A. durch den Zusammenfluss mit dem Spitzenbach zum Weißenbach wird, der auch Buchauer Bach oder Großer Billbach genannt wird.